# 尤尔·弗兰森
尤尔·弗兰森（荷蘭語：Juul Franssen，1990年1月18日—），荷兰女子柔道运动员，5岁时开始练习柔道，2018年世界柔道锦标赛女子63公斤级铜牌得主、2019年世界柔道锦标赛女子63公斤级铜牌得主、2020年欧洲柔道锦标赛女子63公斤级铜牌得主。